# 史考特·門維爾
史考特·門維爾（Scott Menville，1971年2月12日—）是美國演員，配音員和音樂家。他以動畫電影和電視劇中的配音作品而聞名。

## 簡介
Menville出生於加利福尼亞州馬里布。他是電視動畫師和作家查克·門維爾（Chuck Menville，1940–1992年）的兒子。
他的第一個角色出現在1979年的Scooby-Doo和Scrappy-Doo中。最出名的角色是《少年悍將》卡通系列中扮演羅賓的聲音，在《交響曲的故事》中扮演勞埃德·歐文，接替了《摩登原始人》中萊尼·韋里伯的弗雷迪·弗林斯通，以及《星球大戰》和《行星》中的馬蒂。
他還在《The New Adventures of Jonny Quest》的Jonny Quest、《Q版大英雄》的快銀、《Mission Hill》的Kevin French 配音。
門維爾還是一位音樂家。他是南加州搖滾樂隊Boy Hits Car的貝斯手 發行了三張專輯，直到他在2006年離開樂隊為止。自樂隊成立以來，他一直在樂隊中工作。門維爾（Menville）還參加了非聲音代理角色。他曾在歐內斯特·坎普（Ernest Goes Camp）擔任Crutchfield的一員，並在《天才老爸俏皮娃》（Full House）中反覆扮演金米·吉布爾（Kimmy Gibbler）的男友杜安（Duane），並在《兩小無猜 (電視劇)》（The Wonder Years）中反覆扮演韋恩的最好朋友Wart。。
最近，他在Ben 10上的《蝙蝠俠智勇悍將》，《JT和吉米·瓊斯》中飾演了Metamorpho，並重新演繹了《少年悍將GO！》中羅賓的角色。
2016年，他在迪斯尼動畫電視劇《七寶 (動畫)》中扮演古德溫雙胞胎電腦Arthur，並在電視劇《第二次機會》中飾演Sneezy。同年晚些時候，他還擔任富勒之家的杜安角色。

## 資料來源
1. ↑  Yoshihara, Craig. . Babble. 2014-06-19  [2014-08-11]. （原始内容存档于2014-08-12）.
2. ↑  Jones, Steve. . USA Today. April 30, 2011  [2020-05-10]. （原始内容存档于2016-03-08）.
3. ↑  . This American Life. Chicago Public Radio. 1996  [2010-05-06]. （原始内容存档于2011-05-20）.
4. ↑  . The Tuscaloosa News. September 22, 1992.